# Orde van de Bevrijder San Martin
De Orde van de Bevrijder San Martin, (Spaans: "Orden del Libertador San Martin"), is de hoogste onderscheiding van Argentinië. Deze ridderorde werd op 17 december 1957 door president José Domingo Molina Gómez ingesteld en telt zes graden. Het lint is heel lichtblauw, men kan het ook blauwgrijs noemen, met een dunne witte bies.

## Graden
| Batons van de Nationale Orde          | Batons van de Nationale Orde   | Batons van de Nationale Orde         | Batons van de Nationale Orde    | Batons van de Nationale Orde | Batons van de Nationale Orde |
| ------------------------------------- | ------------------------------ | ------------------------------------ | ------------------------------- | ---------------------------- | ---------------------------- |
| Geen baton Ordeketen (Spaans: Collar) | Grootkruis (Spaans: Gran Cruz) | Grootofficier (Spaans: Gran Oficial) | Commandeur (Spaans: Comendador) | Officier (Spaans: Oficial)   | Ridder (Spaans: Caballero)   |

## Gedecoreerden
- Konrad Adenauer
- Franjo Tuđman
- Jean de Lattre de Tassigny, (Grootkruis)
- Farah Diba, (Grootkruis)
- Boudewijn van België
- Filip van België
- Jacob Devers, (Grootofficier)
- Mohammed VI van Marokko, (Keten)

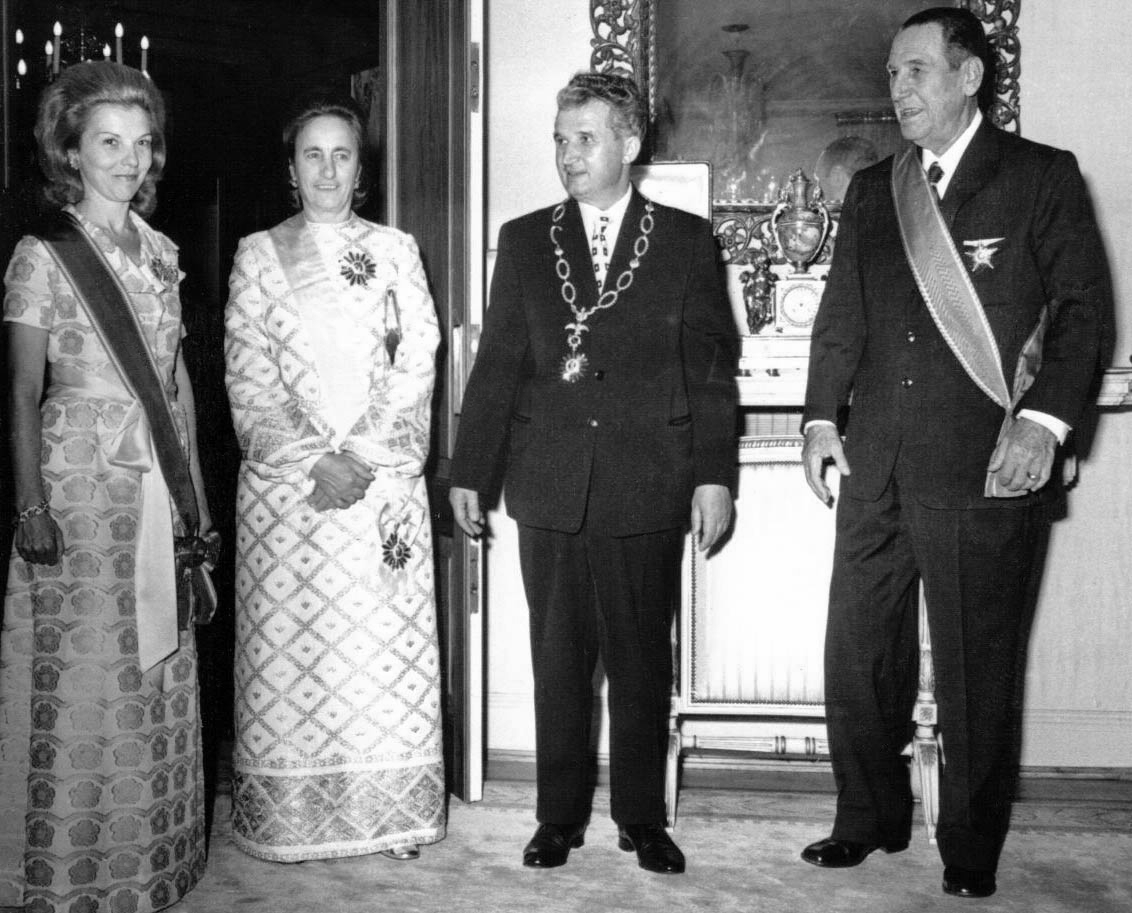
Nicolae Ceaușescu , als president van Roemenië, kreeg de Ordeketen. Elena Ceaușescu, als vice-premier van Roemenië, ontving het Grootkruis, 1974.
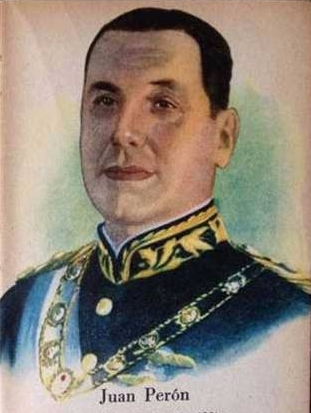
Portret van Juan Perón (1946-1955). Hij draagt de Ordeketen.